# Eugeniu Șlopac
Eugeniu Șlopac (n. 28 decembrie 1951, satul Mălăiești, raionul Orhei) este un politician al Republicii Moldova, care a îndeplinit funcția de Viceprim-ministru, Ministru al Economiei al Republicii Moldova în cabinetul lui Dumitru Braghiș.

## Cariera profesională
Eugeniu Șlopac s-a născut la data de 28 decembrie 1951 în satul Mălăiești (raionul Orhei). A absolvit Institutul Politehnic din Chișinău, specialitatea - economist.
După absolvirea Institutului a activat în calitate de colaborator științific la Institutul de Economie al Academiei de Științe a Moldovei. Între anii 1974-1987 deține funcțiile de economist, specialist al secției financiare, șef adjunct al secției investiții în complexul agroindustrial. În perioada 1987-1990, Șlopac este vicedirector al Trustului de construcții-montaj “Moldselihozmontaj”.
Pe parcursul anilor 1990-1991 deține funcțiile de președinte al Direcției asigurări de stat pe lângă Ministerul Finanțelor. Din anii 1991 este președinte al Societății Internaționale de Asigurări QBE Asito S.A.
În baza votului de încredere acordat de Parlament, prin Decretul Președintelui Republicii Moldova, la 21 decembrie 1999, Eugeniu Șlopac este numit în funcția de viceprim-ministru, ministrul economiei și reformelor. A demisionat din funcțiile deținut în guvern la data de 15 martie 2000. El și-a explicat demisia prin "insistența" cu care compania australiană de asigurări QBE Asito S.A. l-a rugat să revină la conducerea ei.
El a afirmat că australienii au investit 5 milioane dolari într-un joint-venture australiano-moldovean, numai cu condiția ca Șlopac să dețină conducerea companiei. "Nu voi mai reveni în domeniul politic. Eu sunt economist, nu politician", a comentat el.
În prezent, Eugeniu Șlopac este membru al Consiliului de Conducere al ARCA (Biroul Național de Asigurări din Republica Moldova).
Eugeniu Șlopac cunoaște limba engleză. Este căsătorit și are un copil.